# حوزه انتخابیه دوم ویرجینیای غربی
حوزه انتخابیه دوم ویرجینیای غربی یک حوزه انتخابیه مجلس نمایندگان آمریکا است که در ایالت ویرجینیای غربی قرار دارد.